# Centre de contrôle océanique de Santa Maria
Le centre de contrôle océanique de Santa Maria est un centre régional de contrôle de la circulation aérienne responsable d'une portion de l'espace aérien au-dessus du nord-est de l'océan Atlantique. 

## Caractéristiques

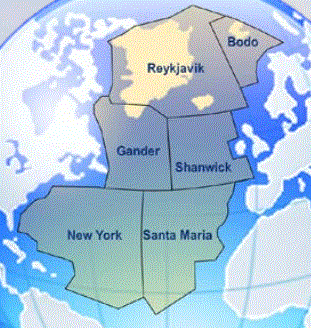
Zones de contrôles océaniques de l'Atlantique Nord.

Les installations sont situées sur l'île de Santa Maria, dans l'archipel portugais des Açores. L'espace aérien qu'il contrôle est désigné par le code OACI LPPO et est l'une des plus grandes régions d'information de vol du monde. Il gère l'espace aérien sur l'Atlantique Est entre 40° ouest et la zone de Lisbonne et des Canaries, et de 17°N à 45°N, formant un vaste triangle.
En décembre 2013, cette zone ne disposait que d'une faible couverture radar.
Depuis novembre 2014, le centre est équipé d'un NATCC, un logiciel d’échange automatisé de données entre les différentes unités de contrôle aérien, et notamment les centres gérant les espaces aériens adjacents, facilitant ainsi la gestion des vols transcontinentaux.